# Plaza de toros de Tánger
La Plaza de toros de Tánger fue inaugurada el 27 de agosto de 1950 con una corrida en la que torearon Agustín Parra "Parrita", José María Martorell Navas y Manuel Calero "Calerito" y toros de Fermín Bohórquez.
Es una de las 8 Plazas de toros en África, junto con la de Orán, la de Luanda, la de Melilla, la de Uchda, la de Villa Sanjurjo y la de Maputo.
Tenía capacidad para 13.013 localidades. En la parte baja se disponía de cuadras de caballo, corrales, almacenes, toriles, quirófano, enfermería, capilla, baño, sala de toreros y vivienda para el conserje.
Su estructura, tendidos, andanadas y asientos, son de hormigón armado y se construyó en un tiempo récord de catorce meses. La última corrida tuvo lugar el día cuatro de octubre de 1970 con Manuel Benítez «el Cordobés», Gabriel de la Casa y Manolo Lozano, que tomó la alternativa.

## Historia

### Construcción
La plaza de toros de Tánger se construyó en 14 meses entre 1949 y 1950 con un coste de 12 millones de pesetas, cuando la ciudad era parte del protectorado español de Marruecos y residían en ella cerca de 45.000 españoles. La obra fue firmada por el arquitecto Francisco Rodrigálvarez López y se inauguró el 27 de agosto de 1950. En 1956 dejó de acoger festejos taurinos tras la independencia marroquí negociada por Mohamed V que puso fin al protectorado español y al francés del Magreb Lejano.

### Abandono
La plaza fue abandonada y dejada sin uso desde 1956 hasta que en 1970, los hermanos Lozano, una conocida familia del sector de la tauromaquia que dirigía algunos cosos taurinos en la península, consiguió organizar una corrida de toros el 12 de julio de 1970, en una jornada de reinauguración de la plaza.
El 4 de octubre de 1970, se realizaría la última corrida de toros de Tánger en la que actuarían Manuel Benítez «el Cordobés», Gabriel de la Casa y Manolo Lozano, este último hermano de los organizadores y que tomaría la alternativa en dicha fecha ante reses de la ganadería Eusebia Galache.
Tras octubre de 1970 fue nuevamente abandonada del todo y dejada sin uso. En el siglo XXI, a raíz del aumento de emigración a la Unión Europea que utilizaba Marruecos como una de las rutas, el ejército marroquí utilizó el edificio como Centro de Reclusión de Inmigrantes.

### Rehabilitación de 2021
Desde el comienzo de la década de 2010, la Diputación Provincial de Cádiz mostró interés en promover la restauración de la plaza de toros de Tánger como espacio multiusos que recordase la imprenta taurina a través del Instituto de Empleo y Desarrollo Tecnológico. A su vez también existía un movimiento civil con un proyecto de poner en marcha la creación de una «Peña Taurina del Norte de Marruecos».
Finalmente en 2021 las autoridades marroquíes organizaron un concurso público para la adjudicación de la rehabilitación de la plaza de toros como edificio multiusos. La firma de arquitectos local YDA, formada por Younes Diouri, Hicham Khattabi y Jaouad Khattabi, fue la seleccionada. El edificio multiusos resultante de la obra tiene como nombre provisional «Plaza Toros», sin ser traducido a Arènes, nombre por el que se conoce en francés a las plazas de toros.
Actualmente aun se encuentra en proceso de rehabilitación.

## Toreros de Tánger
Manolo Bernal
Vivía en la calle Sevilla y su padre tenía una panadería y familia de Bernal de la cuesta de la playa.
Jesús Cañizares
Vivía por la Legación Americana. Trabajó en la zapatería donde estaba el cine Mauritania. Toreó mucho como banderillero y también colaboró con Luis Álvarez en relaciones públicas de la plaza de las ventas de Madrid.
Primo Díaz y Campos (el portuense)
Nació en El Puerto de Santa María. Llegó a Tánger después de la guerra civil española como muchos españoles de Tánger. Estudió en los Marianistas y vivía abajo de la calle Fez en la calle Isaac Peral.
Pepito Medina
Nació en LUCENA y vivía en el camino del monte al lado de la escalera de Monte Cristo. Fue el primer tangerino que toreo con picadores en Tánger.
Luis Álvarez (el andaluz)
Hijo de un practicante que vivían en la calle México. Estudió en los Marianistas. Al dejar los toros entró como relaciones públicas en las ventas de Madrid.
Fue empresario de algunas plazas, una de ellas la de San Martín de Valdeiglesias. Apoderó a Morenito de Maracai, Cruz Vélez, César Rincón, Enrique Ponce y muchos más.